# زينا كيف
زينا كيف (بالإنجليزية: Zena Keefe)‏ هي ممثلة أمريكية، ولدت في 26 يونيو 1896 في نيويورك في الولايات المتحدة، وتوفيت في 17 نوفمبر 1977 في دانفرز في الولايات المتحدة بسبب سرطان.

## وصلات خارجية
- زينا كيف على موقع IMDb (الإنجليزية)
- زينا كيف على موقع روتن توميتوز (الإنجليزية)
- زينا كيف على موقع قاعدة بيانات برودواي على الإنترنت (الإنجليزية)
- زينا كيف على موقع قاعدة بيانات الأفلام السويدية (السويدية)
- زينا كيف على موقع قاعدة بيانات الفيلم (الإنجليزية)